# Escalante (Spanyolország)
Escalante egy község Spanyolországban, Kantábria autonóm közösségben. Escalante Argoños, Santoña, Laredo, Bárcena de Cicero, Hazas de Cesto, Meruelo és Arnuero községekkel határos. Lakosainak száma 736 fő (2024).

## Népesség
A település népessége az elmúlt években az alábbi módon változott:
| Lakosok száma | 744  | 757  | 761  | 763  | 766  | 754  | 749  | 779  | 759  | 736  |
|               | 2001 | 2004 | 2007 | 2009 | 2012 | 2014 | 2017 | 2019 | 2022 | 2024 |